# 全知全能
| ウィキペディアには「全知全能」という見出しの百科事典記事はありません（タイトルに「全知全能」を含むページの一覧/「全知全能」で始まるページの一覧）。 代わりにウィクショナリーのページ「全知全能」が役に立つかもしれません。 |